# Arturo Maroni
Pour les articles homonymes, voir Maroni.
Arturo Maroni (Florence, 15 mai 1873 – Montecatini Val di Cecina, 5 octobre 1966) est un mathématicien italien, représentant de l'École italienne de géométrie algébrique.

## Biographie
Diplômé en mathématiques, en 1904 à l'Université de Pise sous la direction d'Eugenio Bertini, également pensionnaire à l'École normale supérieure de Pise à partir de 1901, il est, dès 1903, professeur de mathématiques d'abord au Liceo Ginnasio de Padoue, puis dans les Instituts techniques de Pérouse, Naples et, à partir de 1918, Florence.
Sous la sollicitude de Francesco Severi, qui apprécie beaucoup ses travaux en géométrie, il participe en 1934 à un concours pour la chaire de géométrie analytique et projective à l'Université de Messine, mais, ayant terminé troisième (après Salvatore Cherubino (it) et Pietro Tortorici (it)), la chaire de l'Université de Cagliari lui est attribuée. Il passe ensuite à l'Université de Pavie, puis, radié de l'enseignement en raison des lois raciales de 1938, il reprend la même chaire en 1948 à l'Université de Florence, où il reste jusqu'à sa retraite en 1953.

## Travaux
Ses recherches - qu'il avait déjà commencées immédiatement après l'obtention de son diplôme - concernent principalement la géométrie algébrique, en particulier les courbes algébriques planes, les familles de courbes en bosse et les surfaces réglées, les systèmes de courbes appartenant aux surfaces algébriques. Il a également publié quelques travaux sur la théorie des groupes. Il s'est également consacré au problème de la détermination du nombre maximum de points doubles d'une surface algébrique immergée dans des espaces ambiants ordinaires, mais sans le résoudre complètement,. 
En même temps, il n'abandonne pas l'enseignement dans les écoles et la didactique qui s'y rattache, rédigeant des manuels de mathématiques, certains en collaboration avec Onorato Nicoletti.